# Jáki Szaniszló
Jáki Szaniszló László (Stanley L. Jaki) (Győr, 1924. augusztus 17. – Madrid, 2009. április 7.) Templeton-díjas magyar származású amerikai tudománytörténész, tudományfilozófus, bencés szerzetes, római katolikus pap, teológus, fizikus, egyetemi tanár. Több mint negyven világszerte elismert könyv, ezenkívül több mint nyolcvan tudományos és teológiai esszé, valamint kritikák, könyvelőszavak, enciklopédia cikkek tucatjainak szerzője, Immanuel Kant és Giordano Bruno műveinek angolra fordítója.

## Élete
1942. augusztus 6-án lépett a bencés rendbe (két testvére, Jáki Zénó  Archiválva 2016. január 15-i dátummal a Wayback Machine-ben és Jáki Teodóz, szintén bencés szerzetes), ahol 1947-ben ünnepélyes fogadalmat tett, majd egy évvel később, 1948. június 27-én Pannonhalmán pappá szentelték. 1947-ben ment Rómába tanulni, ahol 1950-ben a bencések Pápai Szent Anzelm Egyetemének teológiai fakultásán doktorált. Utána az Amerikai Egyesült Államokban telepedett le, ahol az egyik egyetemen teológiát és francia nyelvet kezdett tanítani, de négy év után súlyos egészségi problémái miatt vissza kellett vonulnia a tanítástól. Eközben hat magyar szerzetestársával megalapította a woodside-i bencés prioriátust, amelynek 1957 és 1960 között könyvelője lett.
A tanításból való visszavonulása után a New York-i Fordham Egyetemen kezdett el fizikai tanulmányokat folytatni, és az osztrák emigráns, Nobel-díjas Victor F. Hess alatt doktori diplomát szerzett 1957-ben. 1961–1965 között a Princetoni Egyetemen volt kutató, majd 1963-tól nyilvános rendes tanár. A New Jersey állambeli South Orange-ban, a Seton Hall Egyetemen 1965-ben lett adjunktus, majd 1971-ben a fizika tanára lett. Közben a Princeton Egyetemen végzett kutatásokat és más egyetemeken – pl. Yale, Harvard, Sorbonne vagy a római Gregoriana Pápai Egyetemen – mint vendégtanár tanított. Több könyvet és tanulmányt írt, amelyekben a fizika időszerű problémáit, a természettudományok kölcsönhatásait, a hit és a tudomány viszonyát, a hit mai érvényességét és jogosultságát tárgyalta. 1970-ben a Rockefeller Egyetemtől megkapta a Lecomte du Nouy-díjat, 1987-ben pedig – a tudomány és a vallás közötti kapcsolat építése terén végzett munkájáért – elnyerte a Templeton-díjat, a legjelentősebb tudományos kitüntetések egyikét. Az edinburgh-i egyetemen kétszer tartott Gifford-előadássorozatot, ugyancsak két előadássorozata volt Oxfordban, valamint a Yale Egyetemen, de számos más egyetemen is működött előadóként vagy tiszteletbeli tagként az Egyesült Államokban, Ausztráliában, Nagy Britanniában, Franciaországban, Németországban, Olaszországban és Magyarországon. Jáki Szaniszló tiszteletbeli tagja a Pápai Tudományos Akadémiának, levelező tagja a bordeaux-i Académie Nationale des Siences, Belles-Lettres et Arts-nak. 1997-ben megkapta az MTA Széchenyi István-emlékplakettjét.
Egy, a római Pontificio Ateneo Regina Apostolorumon (Apostolok Királynéja Pápai Egyetem) tartott előadása után Madridba ment barátaihoz, ahol szívinfarktust kapott. Röviddel kórházba kerülése után, 2009. április 7-én elhunyt.

## Tudományos munkássága
Jáki atya első jelentős tudományos könyve az úttörő A fizika látóhatára, amelyet a Chicagói Egyetem kiadója adott ki 1966-ban. Ebben, valamint az elkövetkező írásainak jelentős részében Jáki atya tekintélyes és vitatott személyiséggé vált azzal, hogy a nyugati tudomány történetének egy olyan új elbeszélése mellett érvelt és bizonyított, amely mélyen felkavarta azt az általános nézetet, amit kezdetben Francis Bacon, René Descartes és az őket követő utódaik, a 19. századi francia „enciklopédisták” és brit utilitaristák sugalltak és fejtettek ki. Röviden összefoglalva Jáki érve az volt, hogy három előítélet sújtja a tudomány fejlődése és különösen annak sikerei köré font magyarázatot: az empirizmus, az idealizmus és az antiklerikalizmus. Felfedezve és elmélyítve a francia katolikus fizikusok és Pierre Duhem tudománytörténész úttörő munkáit (akiről egy jelentős életrajzot is írt), Jáki atya a középkori vallásosság és tudomány jelentősége mellett érvelt, mint amelyek előkészítették az utat Kopernikusz, Kepler, Galilei és Newton fizikai és csillagászati áttörésének. Sem az ókori vagy a baconi empirizmus, sem az ókori vagy modern idealizmus nem találhatta volna meg a metafizikai realizmus „középútját”, ami aztán a tudományos áttörést mozdította elő a 17. században, legszembetűnőbb példaként Newtonnál.
Az ókori és modern empirizmust és idealizmust illető kritikájában Jáki Szaniszló azt is alátámasztotta, hogy a tudománytörténetet többször is igazságtalanul és helytelenül keresztényellenes ideológiai fegyverként használták fel, különösen a francia egyházellenes propagandisták hosszú sorában, az enciklopédistáktól kezdve George Sartonon át Alexander Koyre-ig. Ezekben a kérdésekben, valamint a tudomány, a filozófia, az etika, a vallás és a kultúra kapcsolataiban Jáki Szaniszló munkásságának filozófiai ereje és jelentősége az egész világon elismert. Jáki Szaniszló páratlanul élesen látó, részletes, filozófiailag is alátámasztott munkája Duhem nagyszabású életművét, valamint Alfred North Whitehead rövid Science and the Modern World (1925) című művét bontotta ki és tette teljessé.
Jáki atya az elsők között állította azt is, hogy Gödel első nemteljességi tétele a teoretikus fizikában a szuperhúr vagy mindenség elméletekre (Theory of Everything, ToE) is vonatkozik. Kurt Gödel tétele azt állítja, hogy minden matematikai elmélet, még ha a számelmélet bizonyos alapvető tényeit is tartalmazza (és kiszámíthatóan felsorolható, azaz amelynek képleteit világosan fel lehet sorolni) vagy hiányos vagy következetlen. Mivel mindegyik „mindenség elmélet” bizonyára ellentmondásmentes, annak vagy hiányosnak kell lennie, vagy pedig képtelen arra, hogy bizonyítsa az alapvető tényeket az egészről.

## Könyvei magyarul
- 1990 – A tudomány Megváltója
- ...erre a sziklára... Két szövetség és egy föld tanúsága; ford. Jáki Zénó, Schilly József; Ecclesia, Bp., 1991
- 1991 – Kozmosz és Teremtő
- 1991 – Csodák és fizika
- 1992 – Az Ország kulcsai: egy eszköz tanúságtétele
- 1992 – Isten és a kozmológusok
- Krisztus, egyház, tudomány. Összegyűjtött tanulmányok; ford. Csányi Attila et al.; Jel, Bp., 1992 (Jel könyvek)
- Csodák és fizika; ford. Scholtz Kinga; Ecclesia, Bp., 1992
- 1992 – Mi az Egész értelme?
- 1993 – Világegyetem és hitvallás
- 1993 – Szűzi szülés és a tudomány születése
- 1994 – A fizika látóhatára
- 1996 – Van-e Univerzum?
- 1997 – Világ és vallás (Összegyűjtött tanulmányok)
- 1997 – Biblia és tudomány
- 1998 – A papi cölibátus teológiája
- 1998 – Tudomány és világnézet
- 1999 – Ádvent és tudomány
- Isten és a nap Fatimában; ford. Somogyi György; Agapé–Ecclesia, Szeged–Bp., 2000
- Miért él a kérdés: van-e Isten?; Igazságért Alapítvány, Bp., 2000
- A számok döntenek: a Planck-állandó és a filozófia állandói; Igazságért Alapítvány, Bp., 2000
- A keresztút tizennégy állomása; ValóVilág Alapítvány, Bp., 2001
- Miért él a kérdés: van-e lélek?; ValóVilág Alapítvány, Bp., 2001
- Földöntúliak a világegyetemben? A Holdunk válasza; ford. Vági Barnabás; ValóVilág Alapítvány, Bp., 2001
- Miért higgyünk Jézusban?; ValóVilág Alapítvány, Bp., 2002
- Jézus, iszlám, tudomány; ford. Fejérvári Boldizsár; ValóVilág Alapítvány, Bp., 2002
- Miért higgyünk az egyházban?; ValóVilág Alapítvány, Bp., 2002
- 2002 – Eszközadta üzenet – Értekezés az igazságról
- 2003 – Egy elme világa – Szellemi önéletrajz hitről és tudományról
- Eredeti bűn?; ValóVilág Alapítvány, Bp., 2003
- Szent József litániája; ValóVilág Alapítvány, Bp., 2003
- 2003 – A zsoltárok imádkozása (zsoltármagyarázatok)
- Newman kihívása; ford. Kerényi Dénes; Jel, Bp., 2003
- A rózsafüzér húsz titka; ValóVilág Alapítvány, Bp., 2003
- Miért van szentmise?; ValóVilág Alapítvány, Bp., 2003
- Egy elme világa. Szellemi önéletrajz hitről és tudományról; ford. Fejérvári Boldizsár; Kairosz, Bp., 2003
- Bízzunk Istenben?; ValóVilág Alapítvány, Bp., 2004
- Feltámadás?; ValóVilág Alapítvány, Bp., 2004
- Jöjjön el a te országod?; ValóVilág Alapítvány, Bp., 2004
- 2004 – A fizika látóhatára
- Halál?; ValóVilág Alapítvány, Bp., 2005
- A mennyiségek drámája; ValóVilág Alapítvány, Bp., 2005
- A tudomány és a vallás kapcsolatának ábécéje; ford. Kerényi Dénes; Kairosz, Bp., 2006
- 2007 – Evolúció hívőknek
- A Teremtő megpihent a hetedik napon  Teremtés könyve 1. fejezetének kulcsa; Kairosz, Bp., 2010
- Az agy, az elme és a számítógépek; Kairosz, Bp., 2011